# Ancinnes
Ancinnes est une commune française, située dans le département de la Sarthe en région Pays de la Loire, peuplée de 917 habitants (les Ancinnois).
La commune fait partie de la province historique du Maine.

## Géographie
La ville la plus proche d'Ancinnes est Alençon, chef-lieu de l'Orne, à 8 km.
Ancinnes se trouve dans le parc naturel régional Normandie-Maine (entre les Alpes mancelles et le Perche) à l'orée de la forêt domaniale de Perseigne. Couvrant 2 721 hectares, son territoire est le plus étendu du canton de Saint-Paterne.

### Lieux-dits et écarts
La Basse-Cour, le Fresne, les Ormeaux, le Petit Châtelet, le Grand Châtelet, le Clos Hibou, Chaigné, Barenton, la Botellerie, Ville-Gagné, les Glottières, les Guillebaudières, les Chapelleries, le Gesmier, le Gué-de-l'Aulne, les Rottes, Vaugolay, la Longère, Montguillon, Couesme, la Biche, la Cantinerie.

### Communes limitrophes
| Champfleur                 | Saint-Rigomer-des-Bois | Neufchâtel-en-Saosnois                                                 |
| Chérisay, Bourg-le-Roi     | Ancinnes               | Saint-Rémy-du-Val (sur quelques dizaines de mètres), Livet-en-Saosnois |
| Chérisay, Rouessé-Fontaine | Rouessé-Fontaine       | Louvigny                                                               |

### Climat
Pour des articles plus généraux, voir Climat des Pays de la Loire et Climat de la Sarthe.
En 2010, le climat de la commune est de type climat océanique dégradé des plaines du Centre et du Nord, selon une étude du CNRS s'appuyant sur une série de données couvrant la période 1971-2000. En 2020, Météo-France publie une typologie des climats de la France métropolitaine dans laquelle la commune est dans une zone de transition entre le climat océanique et le climat océanique altéré et est dans la région climatique Normandie (Cotentin, Orne), caractérisée par une pluviométrie relativement élevée (850 mm/a) et un été frais (15,5 °C) et venté.
Pour la période 1971-2000, la température annuelle moyenne est de 10,8 °C, avec une amplitude thermique annuelle de 14,4 °C. Le cumul annuel moyen de précipitations est de 758 mm, avec 11,9 jours de précipitations en janvier et 7,4 jours en juillet. Pour la période 1991-2020, la température moyenne annuelle observée sur la station météorologique de Météo-France la plus proche, « Alençon - Valframbert », sur la commune d'Alençon à 9 km à vol d'oiseau, est de 11,3 °C et le cumul annuel moyen de précipitations est de 743,7 mm,. Pour l'avenir, les paramètres climatiques de la commune estimés pour 2050 selon différents scénarios d'émission de gaz à effet de serre sont consultables sur un site dédié publié par Météo-France en novembre 2022.

## Urbanisme

### Typologie
Au 1er janvier 2024, Ancinnes est catégorisée bourg rural, selon la nouvelle grille communale de densité à sept niveaux définie par l'Insee en 2022.
Elle est située hors unité urbaine. Par ailleurs la commune fait partie de l'aire d'attraction d'Alençon, dont elle est une commune de la couronne,. Cette aire, qui regroupe 89 communes, est catégorisée dans les aires de 50 000 à moins de 200 000 habitants,.

### Occupation des sols
L'occupation des sols de la commune, telle qu'elle ressort de la base de données européenne d’occupation biophysique des sols Corine Land Cover (CLC), est marquée par l'importance des territoires agricoles (70,3 % en 2018), une proportion sensiblement équivalente à celle de 1990 (70,6 %). La répartition détaillée en 2018 est la suivante : 
terres arables (53,2 %), forêts (23,3 %), prairies (14,2 %), milieux à végétation arbustive et/ou herbacée (4,6 %), zones agricoles hétérogènes (2,8 %), zones urbanisées (1,8 %). L'évolution de l’occupation des sols de la commune et de ses infrastructures peut être observée sur les différentes représentations cartographiques du territoire : la carte de Cassini (XVIIIe siècle), la carte d'état-major (1820-1866) et les cartes ou photos aériennes de l'IGN pour la période actuelle (1950 à aujourd'hui).

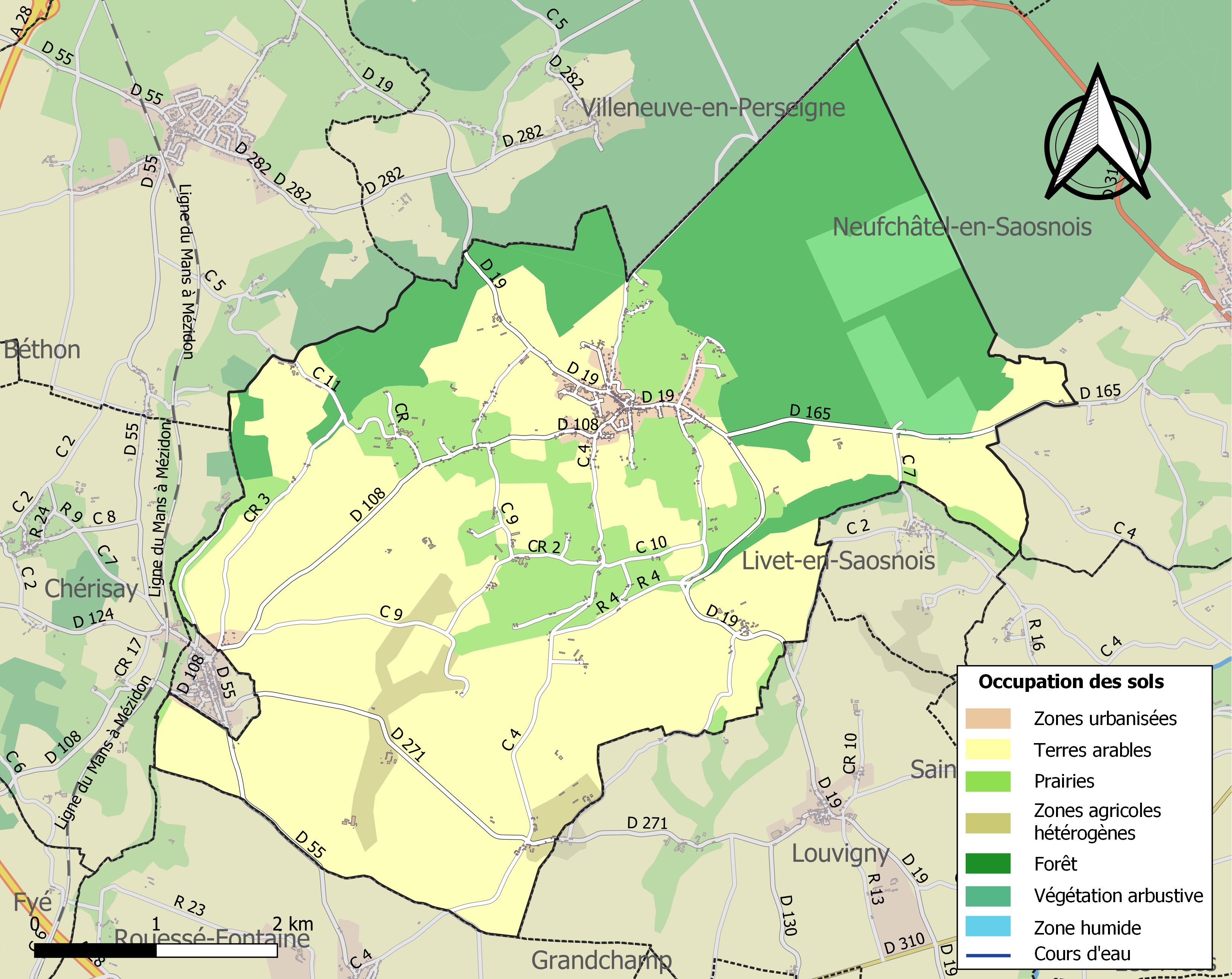
Carte des infrastructures et de l'occupation des sols de la commune en 2018 (CLC).

## Histoire
On a découvert, dans l'église Saint-Pierre-Saint-Paul, les restes d'un autel byzantin et des piscines doubles servant aux ablutions. Le plafond et les murs sont décorés de peintures murales remarquables réalisées au XIXe siècle.
La commune d'Ancinnes fut le fief des Couesmes au Moyen Âge. Cette famille installée au Xe siècle s'est éteinte au XVIIe. Elle était parmi les plus vieilles familles de la région et les plus puissantes, et elle eut par mariage la seigneurie de Lucé de la fin du XIVe à la fin du XVIe siècle. Alliée des rois de France contre les Anglais, à une époque où les Anglais étaient installés dans la région, elle a bénéficié de la protection et l'appui royal après la victoire du roi de France. Elle a été chargée, notamment, de faire la police pour le compte du roi. Ainsi sous François Ier, Charles de Couesme était capitaine des francs-archers du Roi. La famille de Couesme(s) résidait dans le manoir qui prit son nom, près du bourg d'Ancinnes. Ce manoir classé monument historique est dans l'état où Charles de Couesme l'a réaménagé au goût de la Renaissance en 1520 environ. À l'origine, il avait la forme d'un manoir-hall.
En 1668 et 1680, René de Hardas, chevalier et seigneur de Courtilloles, rend aveu par son procureur pour les fiefs d'Ancinnes, Chesnay et la Chevallerie dans le Saosnois. Le château de Courtilloles se situe dans la commune d'Ancinnes sur la route vers Champfleur.
Le lieutenant Arthur de Montalembert était exploitant agricole à Ancinnes. Mobilisé en 1939 et blessé en 1940, résistant français et officier des services secrets britanniques, il est arrêté par la Gestapo, déporté et exécuté au camp de Mauthausen, en 1944, à 33 ans. Chevalier de la Légion d'honneur, mort pour la France, son nom figure sur plusieurs plaques commémoratives, comme celles de la basilique Sainte-Clotilde et du cimetière de Picpus (Paris) et sur le monument aux morts d'Ancinnes.
Le 11 août 1944, la commune est libérée de l'occupation allemande par la 2e DB du général Leclerc.

## Politique et administration
| Période                                  | Période    | Identité          | Étiquette | Qualité                                                             |
| ---------------------------------------- | ---------- | ----------------- | --------- | ------------------------------------------------------------------- |
| Les données manquantes sont à compléter. |            |                   |           |                                                                     |
| 1947[réf. nécessaire]                    | 1964       | Charles Chamaret  |           | Notaire                                                             |
| 1964                                     | mars 1989  | André Malo        |           | Épicier                                                             |
| mars 1989                                | juin 1995  | Jacky Delaunay    |           |                                                                     |
| juin 1995                                | avril 2014 | Jean-Yves Pottier | DLR       | Cadre chambre consulaire                                            |
| avril 2014                               | mai 2020   | Dominique Foresto |           | Chargé d'affaires                                                   |
| mai 2020                                 | En cours   | Denis Assier      | LREM-RE   | Sapeur-pompier Vice-président de la CC Haute Sarthe Alpes Mancelles |

Le conseil municipal est composé de quinze membres dont le maire et quatre adjoints.

## Démographie
L'évolution du nombre d'habitants est connue à travers les recensements de la population effectués dans la commune depuis 1793. Pour les communes de moins de 10 000 habitants, une enquête de recensement portant sur toute la population est réalisée tous les cinq ans, les populations de référence des années intermédiaires étant quant à elles estimées par interpolation ou extrapolation. Pour la commune, le premier recensement exhaustif entrant dans le cadre du nouveau dispositif a été réalisé en 2008.
En 2022, la commune comptait 917 habitants, en évolution de −4,58 % par rapport à 2016 (Sarthe : −0,25 %, France hors Mayotte : +2,11 %).
Ancinnes a compté jusqu'à 1 244 habitants en 1841.
| 1793  | 1800 | 1806 | 1821  | 1831  | 1836  | 1841  | 1846  | 1851  |
| ----- | ---- | ---- | ----- | ----- | ----- | ----- | ----- | ----- |
| 1 002 | 951  | 871  | 1 007 | 1 155 | 1 205 | 1 244 | 1 241 | 1 227 |

| 1856  | 1861  | 1866  | 1872  | 1876  | 1881 | 1886 | 1891 | 1896 |
| ----- | ----- | ----- | ----- | ----- | ---- | ---- | ---- | ---- |
| 1 149 | 1 131 | 1 173 | 1 065 | 1 006 | 917  | 882  | 911  | 857  |

| 1901 | 1906 | 1911 | 1921 | 1926 | 1931 | 1936 | 1946 | 1954 |
| ---- | ---- | ---- | ---- | ---- | ---- | ---- | ---- | ---- |
| 870  | 841  | 811  | 691  | 716  | 672  | 660  | 640  | 687  |

| 1962 | 1968 | 1975 | 1982 | 1990 | 1999 | 2006 | 2008 | 2013 |
| ---- | ---- | ---- | ---- | ---- | ---- | ---- | ---- | ---- |
| 710  | 711  | 675  | 862  | 916  | 908  | 899  | 896  | 959  |

| 2018 | 2022 | - | - | - | - | - | - | - |
| ---- | ---- | - | - | - | - | - | - | - |
| 938  | 917  | - | - | - | - | - | - | - |

## Économie et tourisme
- La forêt proche (habitat de nombreuses espèces d'animaux, y compris sangliers, cerfs et chevreuils) est sillonnée de nombreux sentiers et petites routes cavalières ; deux randonnées pédestres fléchées partent de la mairie d'Ancinnes.
- Ancinnes est un point de départ pour découvrir les Alpes mancelles à l'ouest, le Perche à l'est, le parc naturel régional Normandie-Maine au nord, la Haute Sarthe et le Pays de la Loire au sud.
- Chambres d'hôtes et gites.
- Commerces : coiffeuse, menuiserie et peintre.

## Vie locale

### Activités et manifestations
- Activités : théâtre, sports, musique et randonnées.

## Culture locale et patrimoine

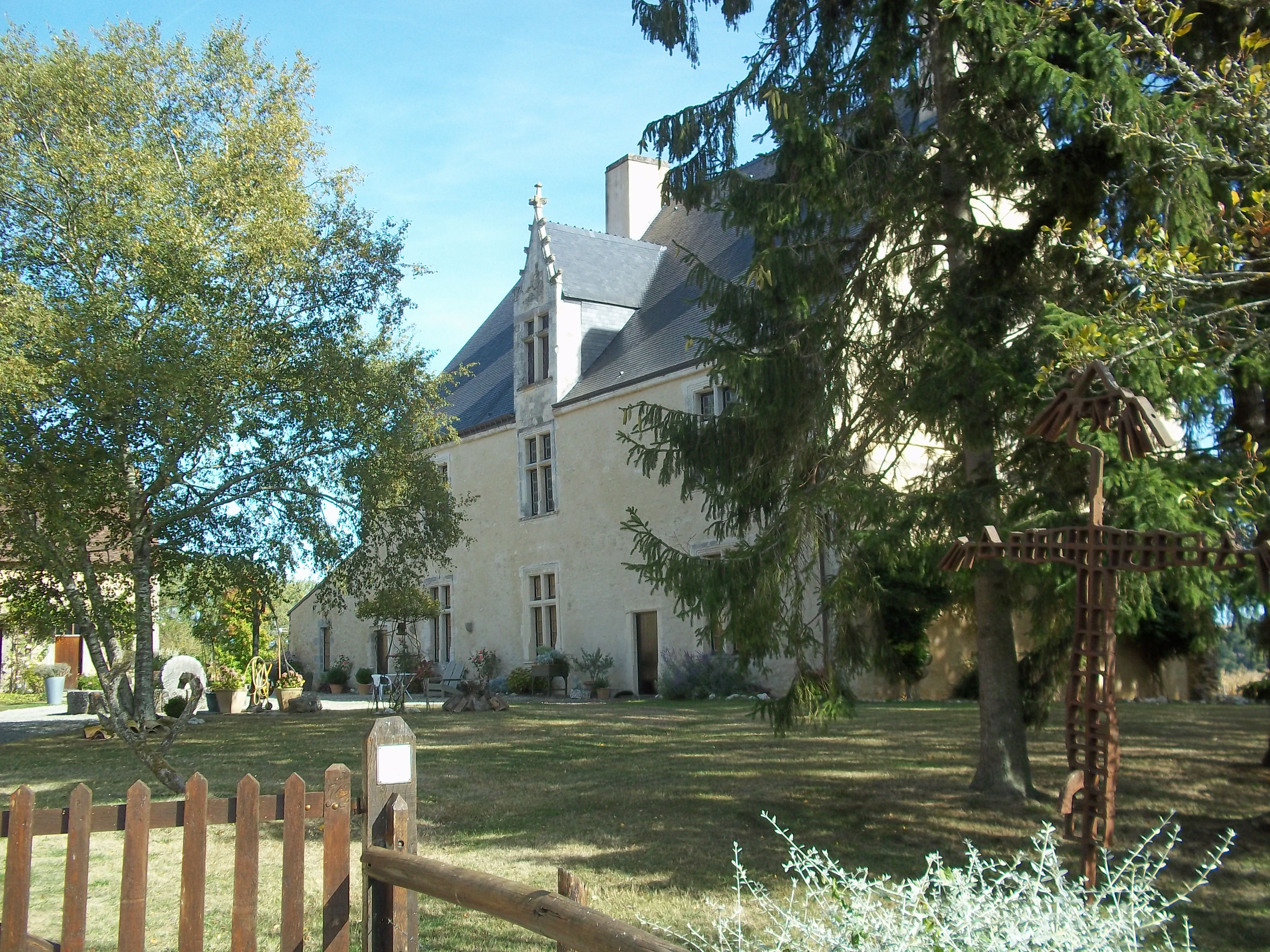
Manoir de Couesmes.

### Lieux et monuments
- L'église Saint-Pierre-et-Saint-Paul d'Ancinnes date, dans sa partie d'origine, des XIe et XIIe siècles. On y a découvert les restes d'un autel byzantin et des piscines doubles servant aux ablutions. Le plafond et les murs sont décorés de peintures murales remarquables réalisées au XIXe siècle.
- Le manoir de Couesmes, des XIVe XVe et XVIe siècles, inscrit au titre des monuments historiques depuis le 15 février 2005[22] est un des rares exemples de manoir-halle de la région. Demeure privée, visitable[23].
- Chapelle d'Ancinnette XIe siècle.
- Manoir de Chaigné, du début du XXe siècle

### Personnalités liées à la commune
- Simon de la Bretèche (1982-2022), champion d'Europe de voltige aérienne, mort accidentellement dans un crash aérien à Prat-Bonrepaux.

### Héraldique
| Blason à dessiner | Blason  | De gueules à l'orgue du lieu d'or surmonté de deux clés du même passées en sautoir. |
| Blason à dessiner | Détails | Le statut officiel du blason reste à déterminer.                                    |